# Camerata Nuova
Camerata Nuova és un comune (municipi) de la ciutat metropolitana de Roma, a la regió italiana del Laci, situat uns 50 km a l'est de Roma. L'1 de gener de 2018 tenia 445 habitants.
Camerata Nuova limita amb els següents municipis: Cappadocia, Cervara di Roma, Rocca di Botte, Subiaco i Vallepietra.